# Edisons 1994
De Edisons 1994 werden uitgereikt tijdens het Grand Gala du Disc 1994 dat uitgezonden werd op 7 oktober door de AVRO. De presentatie was in handen van Bart Peeters. Het was het tweede Grand Gala 'nieuwe stijl', nadat de AVRO deze tv-klassieker het jaar daarvoor nieuw leven had ingeblazen. Het Gala en de Edison-uitreiking golden tevens als aftrap van de Platentiendaagse.
Er waren optredens van onder meer Sinead O'Connor, Liesbeth List, Laura Pausini, Chris de Burgh, Youssou N'Dour, Celine Dion en de nog vrijwel onbekende Andrea Bocelli.
In de media werd deze editie van het Grand Gala niet bijster enthousiast ontvangen. Een recensent schreef dat "Neêrlands belangrijkste platenfeestje toch veel weg heeft van een lopende-bandproduktie met toevallig een overdosis aan lichte muziek, opgehangen aan de uitreiking van een aantal Edisons".

## Winnaars
Internationaal
- Pop (Middle of the road): Oleta Adams voor Evolution
- Pop: Youssou N'Dour voor The Guide (Wommat)
- Pop (Rock): Soundgarden voor Superunknown
- Pop (Dance/Rap): Us 3 voor Hand on the Torch
- Pop (R&B/Blues): Big Sugar voor Five Hundred Pounds
- Pop (Hardrock/Metal): Sepultura voor Chaos AD
- Musical/Film: John Williams voor Schindler's List (Soundtrack)
- Country: Diverse uitvoerenden voor Rhythm, Country & Blues
- Historische uitgave: Tougher than Tough - The Story of Jamaican Music

Nationaal
- Pop (Middle of the road): René Froger voor The Power of Passion
- Pop (Rock): Valensia voor Valensia
- Levenslied: Marianne Weber voor Diep in mijn Hart
- Kleinkunst: Karin Bloemen voor Karin in Concert
- Luisterlied: Jenny Arean voor Iemand Moet het Doen
- Instrumentaal: Harry Sacksioni voor Who's Pulling The Strings
- Jazz: Denise Jannah voor A Heart Full of Music

In de categorie Jeugd/Kinderrepertoire werd dit jaar geen Edison toegekend, omdat de jury vond dat er geen voldoende kwalitatieve producties waren verschenen.
1960 · 1961 · 1962 · 1963 · 1964 · 1965 · 1966 · 1967 · 1968 · 1969 · 1970 · 1971 · 1972 · 1973 · 1974 · 1975 · 1976 · 1977 · 1978 · 1979 · 1980 · 1981 · 1982 · 1983 · 1984 · 1985 · 1986 · 1987 · 1988 · 1989 · 1990 · 1991 · 1992 · 1993 · 1994 · 1995 · 1996 · 1997 · 1998 · 1999 · 2000 · 2001 · 2002 · 2003 · 2004 · 2005 · 2006 · 2007 · 2008 · 2009 · 2010 · 2011 · 2012 · 2013 · 2014 · 2015 · 2016 · 2017 · 2018 · 2019 · 2020 · 2021 · 2022 · 2023 · 2024